# Just a Little While
Just a Little While è una canzone della cantautrice statunitense Janet Jackson estratta come primo singolo dal suo ottavo album in studio, Damita Jo pubblicato dalla Virgin Records nel 2004.
La canzone ha raggiunto la posizione numero 1 della classifica Hot Dance Club di Billboard. A livello internazionale, ha raggiunto le prime 10 posizioni in Belgio, Canada e Spagna e le prime 20 in Australia, Italia e nel Regno Unito, raggiungendo la numero 1 in Giappone e rimanendovi per cinque settimane diventando il secondo più grande successo dell'anno nella classifica internazionale di airplay del Giappone.

## La canzone
La canzone venne scritta da Janet Jackson e dal produttore discografico Dallas Austin. Il pezzo riflette la felicità ritrovata della Jackson e presenta uno stile pop, new wave e pop-rock, con un riff di chitarra elettrica suonato dall'ex chitarrista dei Danger Danger, Tony Rey Bruno.

## Il videoclip
Il videoclip della canzone venne realizzato dal regista Dave Meyers ed ambientato in un ipotetico futuro e mostra la Jackson che registra un video su un disco simile ad un DVD e lo invia al suo amato che si trova in un hotel dall'altra parte del mondo. La cantante interpreta la canzone mentre balla, fa le pulizie, fa un party e cucina mentre registra il tutto con una telecamera.
Il video venne bandito da alcune TV musicali statunitensi come MTV, a causa del boicottaggio della musica dell'artista dovuto alle polemiche sollevate dall'incidente soprannominato "nipplegate" ("il caso del capezzolo") avvenuto il 1º febbraio 2004 all'Halftime Super Bowl XXXVIII quando la Jackson rimase con un seno nudo scoperto in mondovisione creando grandi polemiche tra i media americani dell'epoca. Il video pertanto passò quasi inosservato e non aiutò particolarmente a promuovere il singolo negli Stati Uniti e non verrà mai pubblicato in via ufficiale. Nella raccolta di video From janet. to Damita Jo: The Videos infatti verrà messo al suo posto una versione del brano registrata dal vivo interpretata dalla Jackson e dai suoi ballerini.

## Tracce

### 12" (Europa)[8]
Testi e musiche di Janet Jackson e Dallas Austin.
1. Just A Little While (Album Version) – 4:11
2. Just A Little While (Maurice's Nu Soul Remix) – 7:12
3. Just A Little While (Peter Rauhofer Club Mix) – 9:28

### UK CD 1[9]
Testi e musiche di Janet Jackson e Dallas Austin.
1. Just a Little While (UK Radio Edit) – 4:05
2. Just a Little While (Peter Rauhofer Radio Edit) – 3:58

## Classifiche
| Classifiche (2004)              | Posizione massima |
| ------------------------------- | ----------------- |
| Australia                       | 20                |
| Belgio                          | 2                 |
| Canada                          | 3                 |
| Giappone                        | 1                 |
| Italia                          | 16                |
| Regno Unito                     | 15                |
| Spagna                          | 6                 |
| Stati Uniti Billboard Hot 100   | 45                |
| Stati Uniti Hot Dance Club Play | 1                 |